# Фатермордер

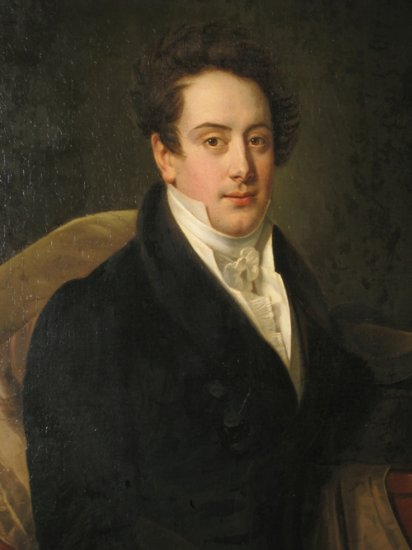
Б-Ш Митуар — Портрет графа Л. С. Потоцкого (1820-е годы)

Фа́термо́рдер (нем. Vatermörder — «отцеубийца») — высокий, туго накрахмаленный воротник с острыми концами, доходящими до подбородка, у мужской рубашки. Пользовался популярностью в 1804—1825 годах, вернулся в мужскую моду в 1910—1913 годах. Сегодня такой воротник встречается и в женской одежде.
Согласно народной этимологии, вернувшийся домой сын бросился обнимать отца, которому острый конец такого воротника попал в глаз, и тот вскорости скончался. Своё название воротник мог также получить за свои «смертельные» неудобство и тесноту. Обладатель такого воротника демонстрировал, что ему нет нужды работать физически. Кроме того, у тучных мужчин воротник скрывал вторые подбородки - по этой причине его особенно часто использовал располневший Георг IV. Такой воротник подвязывался чёрным или белым шейным платком.
Воротник-отцеубийца появился в XIX веке и особенную популярность получил в эпохи ампир, бидермайер и домартовский период (ок. 1815—1848 гг.). Наиболее высокого размера воротники достигли в 1820—1830-е годы. Рубашки с отложным воротом носили тогда лишь в неофициальной обстановке.